# Alena Svobodová
Alena Svobodová (* 4. ledna 1948 Liberec) je česká politička, v 90. letech 20. století a počátkem 21. století poslankyně Poslanecké sněmovny za KSČM, v letech 2003 až 2011 členka Rady České televize.

## Biografie
V letech 1955–1963 vychodila ZDŠ a v období let 1963–1966 gymnázium v Turnově. Potom v letech 1967–1972 vystudovala obor český jazyk a ruský jazyk na Filozofické fakultě Univerzity Karlovy v Praze, přičemž na této škole ještě v letech 1972–1975 získala i aprobaci pro předmět občanská nauka. Ve školním roce 1969/1970 absolvovala stáž pro obor ruský jazyk na Filozofické fakultě státní univerzity v Leningradu. Od roku 1972 pracovala jako učitelka na Středním odborném učilišti a na Střední umělecko-průmyslové škole v Turnově. V roce 1976 přešla na Vysokou školu strojní a textilní v Liberci, kde setrvala až do roku 1990, nejprve jako odborná asistentka, později docentka. Externí aspiranturu tehdy složila na Filozofické fakultě Moskevské státní univerzity.
V období let 1990–1994 učila na Středním odborném učilišti obchodním a společného stravování v Turnově a v letech 1994-1996 na Integrované střední škole v Turnově.
Ve volbách v roce 1996 byla zvolena do poslanecké sněmovny za KSČM (volební obvod Východočeský kraj). Mandát obhájila ve volbách v roce 1998. Ve sněmovně setrvala do voleb v roce 2002. Zasedala ve sněmovním výboru pro vědu, vzdělání, kulturu, mládež a tělovýchovu.
Angažovala se i v místní politice. V komunálních volbách roku 1990 byla zvolena za KSČM do zastupitelstva města Turnov. V zastupitelstvu setrvala do roku 1994. Do tamní samosprávy se vrátila v komunálních volbách roku 2002, komunálních volbách roku 2006 a komunálních volbách roku 2010, opět za KSČM. Profesně se uvádí jako středoškolská učitelka. Od roku 2000 pracuje jako pedagožka na Obchodní akademii, Hotelové škole a Střední odborné škole v Turnově.
V březnu 2003 se stala členkou Rady České televize. Funkci zastávala do června 2011. Je vdaná, má dvě děti.